# اورا النا فرفان
اورا النا فرفان (انگلیسی: Aura Elena Farfán؛ زادهٔ ۲ فوریهٔ ۱۹۴۰) فعال حقوق بشر اهل گواتمالا است. فرفان به‌خاطر فعالیت‌هایش مورد تهدیدهای مکرر به مرگ قرار گرفته‌است و همراه با راننده اش در ۴ مه ۲۰۰۱ برای مدت کوتاهی توسط مهاجمان مسلح ربوده شد.
وی همچنین برندهٔ جوایزی همچون جایزه بین‌المللی زنان شجاع شده‌است.